# Élections générales albertaines de 2004
Les élections générales albertaines de 2004, les 26e de cette province, ont lieu le 22 novembre 2004 afin d'élire les députés de l'Assemblée législative de l'Alberta. 
Le Parti progressiste-conservateur, dirigé par Ralph Klein, est réélu pour un 11e mandat majoritaire consécutif et récolte près de 47 % du vote populaire. Le taux de participation, en baisse de 8 % par rapport aux dernières élections, ne s'élève qu'à 45 %.

## Contexte
Le 25 octobre 2004, les élections sont déclenchées de manière anticipée par le premier ministre Ralph Klein, alors qu'elles étaient initialement prévues pour mars 2006. L'exercice électoral se déroule conjointement avec l'élection de mise en nomination sénatoriale.
Il n'y a pas grand suspense ; tous s'attendent à un quatrième victoire majoritaire consécutive pour Klein, la dixième pour le Parti progressiste-conservateur.
Peu après l'émission des brefs, la mère de Klein meurt et tous les partis cessent leur campagne électorale pendant plusieurs jours. Après le redémarrage de la campagne électorale, Klein évite de faire des annonces politiques et ne se présente que rarement aux évènements de campagne. Un commentateur surnomme la campagne « Kleinfeld : la campagne à propos de rien du tout » en référence à la comédie télévisée Seinfeld. Le Parti libéral, qui espère conserver les cinq sièges qu'il possède et regagner les deux sièges perdus suivant des démissions, prend au fil de la campagne de l'avance et devient plus optimiste.
Le jour du scrutin, les électeurs choisissent finalement en majorité les Progressistes-conservateurs, qui perdent cependant 11 sièges et 15 % des voix. Le Parti libéral réussit à plus que doubler sa représentation en faisant élire 17 députés ; il domine à Edmonton et fait des gains importants à Calgary. Le Nouveau Parti démocratique de l'Alberta (NPD) conserve ses deux sièges et en remporte deux de plus, tous à Edmonton. Le Parti vert fait des gains importants au niveau du vote populaire, passant de 0,3 % lors de l'élection de 2001 à 2,8 %, terminant troisième dans certaines circonscriptions. Il ne réussit pas à remporter de sièges, toutefois. Le Parti Crédit social termine troisième dans quelques circonscriptions, et son chef se place à égalité pour la deuxième position dans Rocky Mountain House (en). Les chefs conservateur, libéral, et néo-démocrate sont tous facilement réélus.

## Sondages
| Dernier jour du sondage | P.-C. | Lib | NPD | Alliance | Vert | Autres | Sondeur | Échantillon | ME    | Source |
| ----------------------- | ----- | --- | --- | -------- | ---- | ------ | ------- | ----------- | ----- | ------ |
| Dernier jour du sondage |       |     |     |          |      |        | Sondeur | Échantillon | ME    | Source |
| 17 novembre 2004        | 44    | 29  | 12  | 9        | 4    | 2      | Ipsos   | 800         | ± 3,5 | NC     |
| 16 novembre 2004        | 47    | 21  | 11  | 9        | 5    | 7      | Cameron | NC          | NC    | NC     |
| 4 novembre 2004         | 61    | 19  | 16  | NC       | 3    | 2      | Compas  | 500         | ± 4,5 | PDF    |
| 29 octobre 2004         | 50    | 26  | 10  | 9        | 4    | 1      | Ipsos   | NC          | NC    | NC     |

## Résultats
| Parti | Parti                     | Chef               | Candidats | Sièges | Sièges | Sièges | Sièges  | Voix    | Voix    | Voix     |
| Parti | Parti                     | Chef               | Candidats | 2001   | diss.  | Élus   | % Diff. | #       | %       | % Diff.  |
| ----- | ------------------------- | ------------------ | --------- | ------ | ------ | ------ | ------- | ------- | ------- | -------- |
|       | Progressiste-conservateur | Ralph Klein        | 83        | 74     | 73     | 62     | -15,1 % | 417 092 | 46,8 %  | -15,1 %  |
|       | Libéral                   | Kevin Taft         | 82        | 7      | 5      | 16     | +220 %  | 261 471 | 29,4 %  | +2,1 %   |
|       | NPD                       | Brian Mason        | 83        | 2      | 2      | 4      | +100 %  | 90 897  | 10,2 %  | +2,1 %   |
|       | Alberta Alliance          | Randy Thorsteinson | 83        | -      | 1      | 1      | -       | 77 506  | 8,7 %   | *        |
|       | Vert                      | George Read        | 49        | -      | -      | -      | -       | 24 588  | 2,8 %   | +2,5 %   |
|       | Crédit social             | Lavern Ahlstrom    | 42        | -      | -      | -      | -       | 10,874  | 1,2 %   | +0,7 %   |
|       | Separation                | Bruce Hutton       | 12        | -      | -      | -      | -       | 4 680   | 0,5 %   | -0,37 %² |
|       | Alberta Party             | Bruce Stubbs       | 4         | -      | -      | -      | -       | 2 485   | 0,3 %   | *        |
|       | Indépendant               | Indépendant        | 10        | -      | -      | -      | -       | 1 009   | 0,1 %   | -0,9 %   |
|       | Communiste                | Naomi Rankin       | 2         | -      | -      | -      | -       | 98      | < 0,1 % | ~ 0 %    |
|       | Vacant                    | Vacant             | Vacant    | Vacant | 2      |        |         |         |         |          |
| Total | Total                     | Total              | 450       | 83     | 83     | 83     | -       | 890 700 | 100 %   |          |

Notes :
* Le Alberta Alliance et le Alberta Party n'ont pas participé à l'élection de 2001.